# Coeloplana komaii
Coeloplana komaii är en kammanetart som beskrevs av Huzio Utinomi 1963. Coeloplana komaii ingår i släktet Coeloplana och familjen Coeloplanidae. Inga underarter finns listade i Catalogue of Life.